# الصافي دانون
شركة الصافي دانون المحدودة هي شركة منتجات ألبان سعودية. تأسست في عام 1981. يقع مركزها الرئيسي في مدينة السيح بمحافظة الخرج في منطقة الرياض. بينما تقع مزارع الصافي المنتجة للألبان، ومصانع الصافي المعلبة للمنتجات في في السهباء شرق مدينة السيح.

## نبذة
انطلق مشروع الصافي في عام 1981 م على يد الأمير عبد الله الفيصل، وذلك بتأسيس مزرعة ألبان الصافي في وادي السهباء شرق مدينة السيح بمحافظة الخرج على مسافة 120 كم جنوب شرق العاصمة السعودية الرياض، بالإضافة إلى جميع العمليات المرتبطة بصناعة الألبان والتي تشمل تربية الأبقار وإنتاج الحليب الخام فضلاً عن مصنع خاص بإنتاج وتعبئة الحليب الطازج وطويل الأجل ومشتقاته. كما يضم المشروع أيضاً وحدة لتسمين العجول. قامت مزرعة الصافي باستيراد (6500) رأس من الأبقار، كما تم تأسيس مصنع متكامل لتصنيع وتعبئة وتغليف المنتجات المختلفة من مشتقات الحليب الطازجة ليبدأ التسويق التجاري لمنتجات الصافي في شهر مارس من عام 1981.

## شراكة إستراتيجية
في عام 2001 دخلت الشركة في شراكة إستراتيجية مع الشركة الفرنسية الرائدة في صناعة الألبان (دانون).

## الشركة والمجتمع
تحرص الشركة على المشاركة الدائمة بدعم الأنشطة الاجتماعية مثل برنامج الجمعية السعودية للأطفال المعوقين والمساهمة في نشر الوعي بأهمية نظافة البيئة عن طريق إنشاء نادي الصافي لأصدقاء البيئة، إضافة إلى أنها مولت مؤخراً إنشاء مركز متكامل لغسيل الكلى في مجمع الأمير سلطان الطبي في الخرج تحت اسم «وحدة الصافي لغسيل الكلى».

## الاستحواذ
في عام 2018 تقدمت الشركة الوطنية للتنمية الزراعية، بطلب للموافقة على الاستحواذ على شركة الصافي دانون المحدودة بنسبة 100%. وفي عام 2019 أنهى الطرفان الاتفاقية.